# Kreis Tatabánya
Der Kreis Tatabánya (ungarisch Tatabányai járás) ist ein Kreis im Südosten des nordungarischen Komitats Komárom-Esztergom. Er grenzt im Westen an den Kreis Oroszlány, im Norden an den Kreis Tata und im Nordosten an den Kreis Esztergom. Im Südosten und Süden bildet das Komitat Fejér die Grenze, außerdem grenzt das Komitat Pest im Osten in einem kleinen Stück an den Kreis.

## Geschichte
Der Kreis ging während der ungarischen Verwaltungsreform Anfang 2013 unverändert mit allen 10 Gemeinden aus seinem Vorgänger, dem gleichnamigen Kleingebiet (ungarisch Tatabányai kistérség) hervor.

## Gemeindeübersicht
Der Kreis Tatabánya hat eine durchschnittliche Gemeindegröße von 8.409 Einwohnern auf einer Fläche von 33,17 Quadratkilometern. Ohne die Kreisstadt verringern sich diese Werte auf 1.970 Ew. bzw. 26,69 km². Die Bevölkerungsdichte des zweitbevölkerungsreichsten Kreises ist etwa doppelt so hoch wie der Wert des Komitats. Der Verwaltungssitz befindet sich in der einzigen Stadt, Tatabánya, im Norden des Kreises gelegen. Sie ist zugleich Sitz des Komitats Komárom-Esztergom und verfügt über die gleichen Rechte wie ein Komitat (ungarisch Megyei jogú város).
| Gemeinde        | Status   | Herkunft Kleingebiet | Einwohnerzahl | Einwohnerzahl | Einwohnerzahl | Fläche (km²) | Bevölkerungs- dichte (Ew./km²) |
| Gemeinde        | Status   | Herkunft Kleingebiet | 01.10.2011    | 01.01.2013    | 01.01.2016    | 01.01.2016   | Bevölkerungs- dichte (Ew./km²) |
| --------------- | -------- | -------------------- | ------------- | ------------- | ------------- | ------------ | ------------------------------ |
| Gyermely        | Gemeinde | Tatabánya            | 1.440         | 1.436         | 1.448         | 45,47        | 31,8                           |
| Héreg           | Gemeinde | Tatabánya            | 1.007         | 1.032         | 987           | 27,14        | 36,4                           |
| Környe          | Gemeinde | Tatabánya            | 4.468         | 4.418         | 4.414         | 45,36        | 97,3                           |
| Szárliget       | Gemeinde | Tatabánya            | 2.312         | 2.286         | 2.374         | 14,56        | 163,0                          |
| Szomor          | Gemeinde | Tatabánya            | 1.100         | 1.067         | 1.037         | 13,20        | 78,6                           |
| Tarján          | Gemeinde | Tatabánya            | 2.600         | 2.560         | 2.624         | 43,07        | 60,9                           |
| Tatabánya       | Stadt    | Tatabánya            | 67.753        | 67.406        | 66.362        | 91,42        | 725,9                          |
| Várgesztes      | Gemeinde | Tatabánya            | 549           | 548           | 544           | 12,04        | 45,2                           |
| Vértessomló     | Gemeinde | Tatabánya            | 1.338         | 1.294         | 1.301         | 22,29        | 58,4                           |
| Vértesszőlős    | Gemeinde | Tatabánya            | 3.124         | 3.007         | 2.998         | 17,12        | 175,1                          |
| Kreis Tatabánya |          |                      | 85.691        | 85.054        | 84.089        | 331,67       | 253,5                          |